# Sander Berge
Sander Berge, né le 14 février 1998 à Asker en Norvège, est un footballeur international norvégien qui évolue au poste de milieu central au Fulham FC.

## Biographie

### Carrière en club
Formé dans le club de sa ville natale d'Asker, Sander Berge rejoint le Vålerenga Fotball en 2015. Il dispute trente-six matchs en première division norvégienne avec le club de Vålerenga.

#### KRC Genk
Le 2 janvier 2017, il signe un contrat d'une durée de quatre ans et demi avec le club belge du KRC Genk. À l'été 2018, alors courtisé par l'AS Monaco et le Séville FC, il choisit de rester fidèle au club belge. Berge inscrit son premier but pour Genk le 8 novembre 2018, contre le Beşiktaş JK en Ligue Europa. Les deux équipes se neutralisent ce jour-là (1-1 score final).

#### Sheffield United
Le 30 janvier 2020, Berge s'engage pour quatre ans et demi avec Sheffield United. Il joue son premier match sous ses nouvelles couleurs le 1er février 2020 lors d'un match de Premier League face à Crystal Palace. Il est titulaire et son équipe s'impose par un but à zéro.

#### Burnley FC
Le 9 août 2023, Sander Berge rejoint le Burnley FC. Il signe un contrat de quatre ans, soit jusqu'en juin 2027.

#### Fulham FC
Le 22 août 2024, Sander Berge rejoint un autre club anglais, le Fulham FC, pour un contrat de cinq ans, soit jusqu'en juin 2029. Le transfert est estimé à 25 millions de livres.

### En équipe nationale
Sander Berge est régulièrement sélectionné dans les équipes nationales de jeunes, des moins de 16 ans jusqu'aux espoirs. Il inscrit notamment quatre buts dans la catégorie des moins de 16 ans.
Berge représente l'équipe de Norvège des moins de 17 ans pour un total de quatre matchs joués et un but marqué, en 2015.
Le 26 mars 2017, il honore sa première sélection avec l'équipe de Norvège à l'occasion d'un match comptant pour les éliminatoires de la Coupe du monde 2018 contre l'Irlande du Nord (défaite 2-0).
Le 5 septembre 2019, Berge inscrit son premier but en sélection face à Malte (2-0).

## Statistiques
| Saison                | Club                  | Championnat           | Championnat | Championnat | Coupe(s) nationale(s) | Coupe(s) nationale(s) | Supercoupe | Supercoupe | Compétition(s) continentale(s) | Compétition(s) continentale(s) | Compétition(s) continentale(s) | Total | Total |
| Saison                | Club                  | Division              | M.          | B.          | M.                    | B.                    | M.         | B.         | Comp.                          | M.                             | B.                             | M.    | B.    |
| 2015                  | Vålerenga Fotball     | Eliteserien           | 11          | 0           | 2                     | 1                     | -          | -          | -                              | -                              | -                              | 13    | 1     |
| 2016                  | Vålerenga Fotball     | Eliteserien           | 25          | 0           | 5                     | 0                     | -          | -          | -                              | -                              | -                              | 30    | 0     |
| Sous-total            | Sous-total            | Sous-total            | 36          | 0           | 7                     | 1                     | -          | -          | -                              | -                              | -                              | 43    | 1     |
| 2016-2017             | KRC Genk              | Jupiler Pro League    | 19          | 0           | 2                     | 0                     | -          | -          | C3                             | 6                              | 0                              | 27    | 0     |
| 2017-2018             | KRC Genk              | Jupiler Pro League    | 14          | 0           | 1                     | 0                     | -          | -          | -                              | -                              | -                              | 15    | 0     |
| 2018-2019             | KRC Genk              | Jupiler Pro League    | 28          | 0           | 2                     | 0                     | -          | -          | C3                             | 10                             | 2                              | 40    | 2     |
| 2019-2020             | KRC Genk              | Jupiler Pro League    | 23          | 4           | 1                     | 0                     | 1          | 0          | C1                             | 6                              | 0                              | 31    | 4     |
| Sous-total            | Sous-total            | Sous-total            | 84          | 4           | 6                     | 0                     | 1          | 0          | -                              | 22                             | 2                              | 113   | 6     |
| 2019-2020             | Sheffield United FC   | Premier League        | 14          | 1           | 2                     | 0                     | -          | -          | -                              | -                              | -                              | 16    | 1     |
| 2020-2021             | Sheffield United FC   | Premier League        | 15          | 1           | 1                     | 0                     | -          | -          | -                              | -                              | -                              | 16    | 1     |
| 2021-2022             | Sheffield United FC   | Championship          | 33          | 6           | 1                     | 0                     | -          | -          | -                              | -                              | -                              | 34    | 6     |
| 2022-2023             | Sheffield United FC   | Championship          | 37          | 6           | 6                     | 1                     | -          | -          | -                              | -                              | -                              | 43    | 7     |
| Sous-total            | Sous-total            | Sous-total            | 99          | 14          | 10                    | 1                     | -          | -          | -                              | -                              | -                              | 109   | 15    |
| 2023-2024             | Burnley FC            | Premier League        | 23          | 1           | 3                     | 1                     | -          | -          | -                              | -                              | -                              | 26    | 2     |
| Sous-total            | Sous-total            | Sous-total            | 23          | 1           | 3                     | 1                     | 0          | 0          | -                              | 0                              | 0                              | 26    | 2     |
| Total sur la carrière | Total sur la carrière | Total sur la carrière | 242         | 19          | 28                    | 3                     | 0          | 0          | -                              | 22                             | 2                              | 292   | 24    |

## Palmarès

### En club
- KRC Genk
  - Champion de Belgique en 2019.
  - Vainqueur de la Supercoupe de Belgique en 2019.
- Sheffield United
  - Vice-champion de Championship en 2023.